# المذهب الماني
المذهب الماني عبارة عن تبسيط العلاقات ونسبتها إما إلى الخير أو الشر. والكلمة مأخوذة من المانية المنسوبة إلى ماني.